# Сото ле Косте (Авелино)
Сото ле Косте је насеље у Италији у округу Авелино, региону Кампанија.
Према процени из 2011. у насељу је живело 17 становника. Насеље се налази на надморској висини од 433 м.